# Arash Borhani
Arash Borhani (pers. آرش برهانی; Kerman, 14 settembre 1983) è un ex calciatore iraniano.

## Palmarès

### Club
- Campionato iraniano

Pas Tehran: 2003–2004
Esteghlal: 2008–2009, 2012–2013
- Coppa d'Iran

Esteghlal: 2007–2008, 2011–2012

### Nazionale
- WAFF Championship

2004
- Giochi asiatici: 1

2006